# Lax (Valais)
Pour les articles homonymes, voir LAX.
Lax est une commune suisse du canton du Valais, située dans le district de Conches.

## Culture et patrimoine

### Héraldique
| Blason | Blasonnement : D'azur à trois monts d'argent posés en fasce et surmontés de trois sapins arrachés au naturel . |